# Galerie Ringmauer
 (octobre 2023).
La mise en forme du texte ne suit pas les recommandations de Wikipédia : il faut le « wikifier ».
Les points d'amélioration suivants sont les cas les plus fréquents. Le détail des points à revoir est peut-être précisé sur la page de discussion.
- Les titres sont pré-formatés par le logiciel. Ils ne sont ni en capitales, ni en gras.
- Le texte ne doit pas être écrit en capitales (les noms de famille non plus), ni en gras, ni en italique, ni en « petit »…
- Le gras n'est utilisé que pour surligner le titre de l'article dans l'introduction, une seule fois.
- L'italique est rarement utilisé : mots en langue étrangère, titres d'œuvres, noms de bateaux, etc.
- Les citations ne sont pas en italique mais en corps de texte normal. Elles sont entourées par des guillemets français : « et ».
- Les listes à puces sont à éviter, des paragraphes rédigés étant largement préférés. Les tableaux sont à réserver à la présentation de données structurées (résultats, etc.).
- Les appels de note de bas de page (petits chiffres en exposant, introduits par l'outil «  Source ») sont à placer entre la fin de phrase et le point final[comme ça].
- Les liens internes (vers d'autres articles de Wikipédia) sont à choisir avec parcimonie. Créez des liens vers des articles approfondissant le sujet. Les termes génériques sans rapport avec le sujet sont à éviter, ainsi que les répétitions de liens vers un même terme.
- Les liens externes sont à placer uniquement dans une section « Liens externes », à la fin de l'article. Ces liens sont à choisir avec parcimonie suivant les règles définies. Si un lien sert de source à l'article, son insertion dans le texte est à faire par les notes de bas de page.
- La présentation des références doit suivre les conventions bibliographiques. Il est recommandé d'utiliser les modèles {{Ouvrage}}, {{Chapitre}}, {{Article}}, {{Lien web}} et/ou {{Bibliographie}}. Le mode d'édition visuel peut mettre en forme automatiquement les références.
- Insérer une infobox (cadre d'informations à droite) n'est pas obligatoire pour parachever la mise en page.

Pour une aide détaillée, merci de consulter Aide:Wikification.
Si vous pensez que ces points ont été résolus, vous pouvez retirer ce bandeau et améliorer la mise en forme d'un autre article.
La Galerie Ringmauer (ou Galerie zur Ringmauer) est un galerie d'art à Morat (Suisse), fondée par Annerös Gutknecht en mars 1969 et ouverte jusqu'au début des années 2000, qui exposa durant plus de trente ans des artistes suisses contemporains de la région de Berne.

## Histoire
En mars 1969, Annerös Gutknecht (1928-1999) ouvre une galerie d'art à Morat, au sous-sol de l'Hôtel Ringmauer que tenait alors sa soeur Frieda Gutknecht.
Sur un rythme de sept à huit expositions par an, la Galerie Ringmauer fait émerger sur la scène artistique suisse un grand nombre d'artistes, de toutes disciplines confondues : peintres, sculpteurs, dessinateurs, photographes, céramistes, ou encore graveurs. La galeriste Annerös Gutknecht soutenait également les artistes exposés en leur achetant souvent une oeuvre, et l'artiste Rudolf Mumprecht a réalisé de nombreuses affiches d'expositions de la galerie. En 1983, par exemple, la Galerie contribue à la découverte du sculpteur d'art brut suisse Max Goldinger, en lui consacrant sa première exposition alors qu'il est âgé de 75 ans. A l'étage, dans l'Hôtel Ringmauer tenu par la soeur, tous les murs du restaurant sont recouverts d'oeuvres d'art d'artistes exposés au fil des années à la Galerie.
En 1994, pour fêter les 25 ans de la galerie, Annerös Gutknecht publie un livre d'art contenant toutes les affiches d'expositions et la liste des artistes exposés et des photographies de leurs œuvres.
A la mort de la galeriste Annerös Gutknecht en 1999, après trente ans d'activité, la galerie Ringmauer est reprise par sa soeur Frieda Gutknecht, en parallèle de l'Hôtel-restaurant, au-dessus, dont elle s'occupe depuis plusieurs années.
En mars 2002, l'activité de la galerie est reprise par Pierre Eichenberger, galeriste à Fribourg et à Cologne qui, dès 2003, décide de cesser ses activités à Morat ; la propriétaire de la galerie, Frieda Gutknecht, ne souhaite alors plus garder l'activité de galerie.
Aujourd'hui, l'Hôtel Ringmauer existe encore, avec toujours de nombreuses œuvres de l'ancienne galerie accrochées aux murs (dont des œuvres de Rudolf Mumprecht et de Esther Tanner). Depuis 2007, la Fondation Frieda et Annerös Gutknecht (Stiftung Frieda und Annerös Gutknecht) est responsable de la collection d'art des sœurs Gutknecht.
Plusieurs affiches d'expositions de la Galerie Ringmauer sont conservées à la Médiathèque Valais et au Cabinet des estampes de la Bibliothèque nationale suisse, à Berne.

## Artistes exposés (non exhaustif)

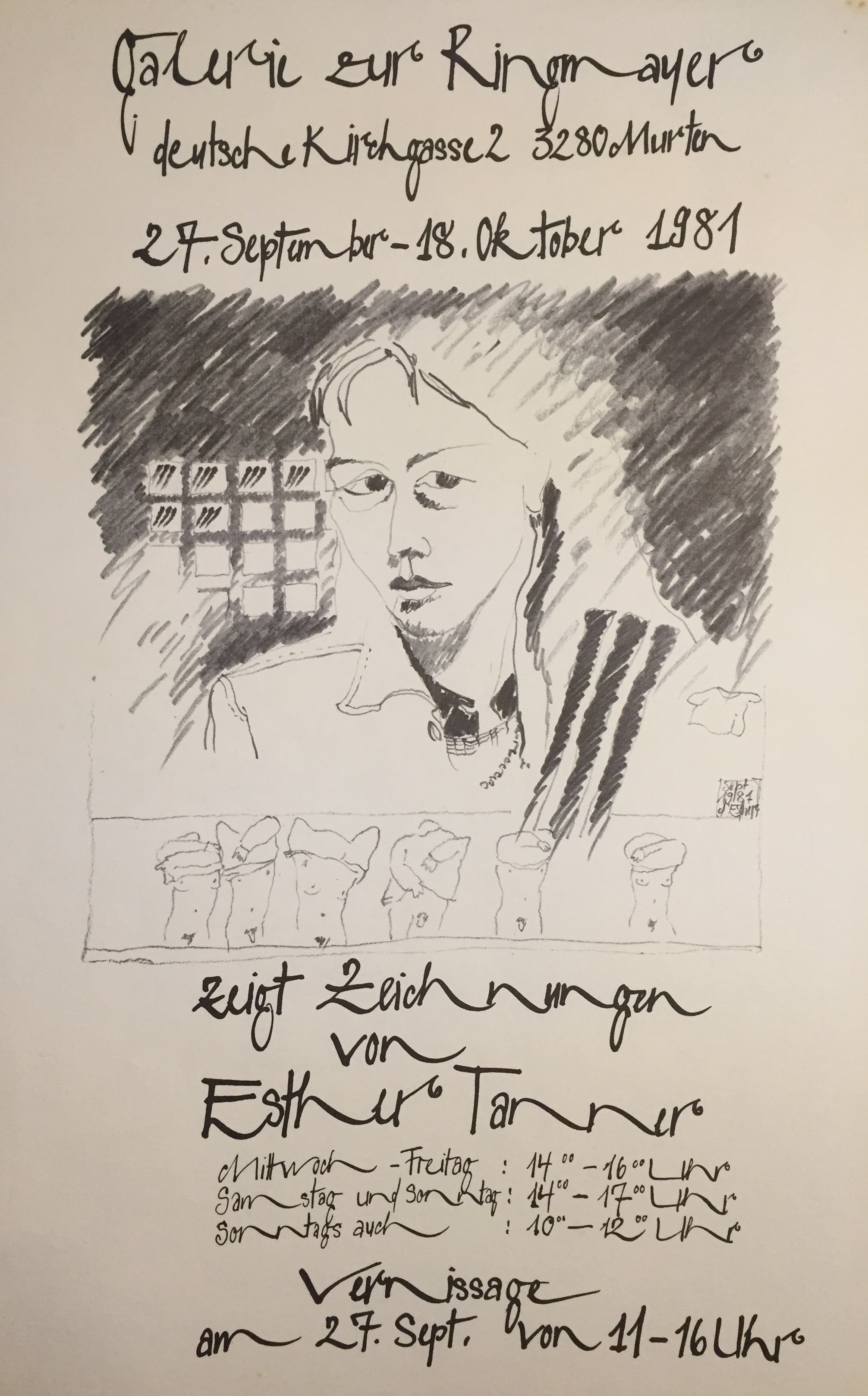
Affiche d'exposition des "Dessins" de l'artiste Esther Tanner à la Galerie Ringmauer, à Morat (Suisse), du 27 septembre au 18 octobre 1981

Bruno Baeriswyl, Alois Carigiet, Samuel Blaser, Hans Ittigs, Viviane Fontaine, Fernand Giauque, Ueli Berger, Emil Jenzer, Basil Luginbühl, Irene Schubiger, Heinz-Peter Kohler, Daniel de Quervain, Robert Wyss, Werner Hofmann (1935-2005), Rudolf Mumprecht, Esther Tanner, Ficht Tanner, Therese Hächler, Max Goldinger, Hans Krüsi, Alois Lichtsteiner, Daniel Salzmann, Heinz Inderbitzi, Guido Paganini, Peggy Donatsch, Raymond Meuwly, Charles Cottet, Jürg Stucki, Karl Landolt, Verena Lutz, Emile Angeloz, Arthur Loosli, Daniel Rupp, Walter Willisch, Michel Gremaud, Andreas Malzach, Res Freiburghaus, Ruedi Peter, Jean-Pierre Frangi, Jean-François Zehnder, Yvo Vonlanthen, Alain Favre, Emil Zbinden

## Publication
- Annerös Gutknecht, 25 Jahre Galerie Ringmauer Murten, Morat, Galerie Ringmauer, 1994 (notice en ligne)